# Raza Schwarzschild
Raza Schwarzschild (denumită uneori și raza gravitațională) este o rază caracteristică fiecărei mase. Este raza limită dintre două sau mai multe corpuri fără ca unul din ele să sufere modificări datorită acțiunii gravitaționale a altui corp. Este un termen folosit în fizică și astronomie în domeniile teoriei gravitației, respectiv cel al relativității. Raza Schwarzschild reprezintă abilitatea masei de a curba spațiul și timpul.
Aceasta este raza unei sfere în spațiu, care dacă ar conține o cantitate suficientă de masă (și ar ajunge la o anumită densitate), gravitația ar fi atât de mare încât nici o forță cunoscută nu ar putea opri masa de la prăbușirea într-un punct de densitate infinită: singularitatea gravitațională. Termenul este folosit în fizică și astronomie, în special în teoria gravitației și a relativității generale.
În 1916, Karl Schwarzschild a obținut o soluție exactă pentru ecuațiile lui Einstein pentru câmpul gravitațional în afara unui corp sferic, simetric, nerotativ (a se vedea metrica Schwarzschild). Folosind definiția {\displaystyle M={\frac {Gm}{c^{2}}}}, soluția conținea un termen de forma {\displaystyle {\frac {1}{2M-r}}}; unde r este raza Schwarzschild. Semnificația fizică a acestei singularități, și dacă această singularitate ar putea exista în natură, a fost dezbătută de mai multe decenii, însă o acceptare generală ideii de gaură neagră s-a produs în a doua jumătate a secolului al 20-lea.
Un obiect mai mic decât raza Schwarzschild este numit gaură neagră. Suprafața razei Schwarzschild acționează ca un orizont de evenimente într-un corp rotațional. Nici lumina, nici particulele nu ar putea să scape prin această suprafață din interior, de unde și numele de gaură neagră. Raza Schwarzschild a găurii negre supermasive din centrul galaxiei noastre ar avea aproximativ 7.8 milioane km.
Raza Schwarzschild a unui obiect este proporțională cu masa acestuia. Conform calculelor, raza Schwarzschild a Soarelui este de 3 kilometri în timp ce cea a Pământului  este egală aproximativ cu 9 mm.

## Formula razei Schwarzschild
În astronomie, raza Schwarzschild este folosită pentru a determina aria de atracție gravitațională a unei găuri negre sau pentru determinarea posibilității impactului a două corpuri cerești (de obicei stele).
{\displaystyle r_{s}={\frac {2Gm}{c^{2}}},}
unde
{\displaystyle r_{s}} este raza Schwarzschild,
{\displaystyle G} este constanta gravitațională,
{\displaystyle m} este masa obiectului, și
{\displaystyle c} este viteza luminii.
Pentru o gaură neagră de mărimea Soarelui, raza Schwarzschild este 2,96 km. Oricum, folosind următoarea formulă se poate determina masa oricărei găuri negre din Univers:
Un obiect de orice densitate poate fi destul de masiv pentru a se prabusi in propria raza Schwarzschild,
{\displaystyle V_{s}\propto \rho ^{-3/2},}
unde:
{\displaystyle V_{s}\!} este volumul obiectului;
{\displaystyle \rho \!} este densitatea acestuia.

## Clasificarea în funcție de raza Schwarzschild

### Gaura neagră supermasivă
În cazul în care se acumulează materie la densitatea normală, până la o masa de circa 150.000.000 de ori masa Soarelui, aceasta se va prăbuși în interiorul propriei raze Schwarzschild și ar rezulta o gaură neagră supermasivă de 150.000.000 mase solare. (Au fost observate găuri negre supermasive având până la 18 miliarde mase solare). Gaura neagră supermasivă din centrul galaxiei noastre (cu o masă de circa 3,7 milioane mase solare) este cea mai convingătoare dovadă a existenței găurilor negre. Se crede că găurile negre masive nu apar ca urmare a colapsului unui grup de stele, ci pot fi inițial găuri negre de mărimi medii și să crească în urma acumulării materiei și a altor găuri negre.

### Gaura neagra stelară
Dacă se acumulează materie la densitatea nucleară (densitatea nucleului unui atom fiind de aproximativ 1018 kg/m3; stelele neutronice pot ajunge de asemenea la această densitate), aceasta s-ar prăbuși în propria rază Schwarzschild la aproximativ 3 mase solare și ar deveni o gaură neagră stelară.

### Gaura neagra primordială
O masă mică are o rază Schwarzschild foarte mică. O masă similară cu cea a muntelui Everest ar avea o rază Schwarzschild mai mică de un nanometru. Densitatea medie a acesteia, la această dimensiune, ar fi atât de mare încât nici un mecanism cunoscut n-ar putea forma astfel de obiecte extrem de compacte. Astfel de găuri negre s-ar fi putut forma imediat după Big Bang, atunci când densitatea materiei era foarte mare.